# Liga de Campeones de la EHF femenina 2021-22
La Liga de Campeones de la EHF femenina 2020-21 es la 29.ª edición de la máxima categoría de clubes del balonmano femenino. Comenzó el 11 de septiembre de 2021 y finalizó el 5 de junio de 2022.

## Formato de competición
Los 16 equipos de la Champions estarán divididos en dos grupos de ocho equipos cada uno, pasando los dos mejores equipos de cada grupo a cuartos de final y quedando totalmente eliminados de la competición los dos últimos de cada grupo.
Los cuatro equipos restantes de cada grupo se enfrentarán en un playoff del que saldrán los equipos restantes para los cuartos de final.
Una vez disputados los cuartos de final, se realizará una Final Four, donde se conocerá al campeón de la edición.

## Equipos clasificados
Para esta edición de la Liga de Campeones, un total de 21 equipos de 15 países diferentes mostraron su intención de participar en la competición, siendo escogidos los siguientes 16 equipos el 29 de junio de 2021:
| Grupos A/B              | Grupos A/B          |
| ----------------------- | ------------------- |
| Team Esbjerg            | Győri ETO KC        |
| Rostov-Don              | Vipers Kristiansand |
| Ferencvárosi TC         | Metz Handball       |
| Brest Bretagne Handball | HBC CSKA Moscú      |
| CSM București           | Odense Håndbold     |
| Borussia Dortmund       | RK Krim             |
| ŽRK Buducnost           | IK Sävehof          |
| RK Podravka Vegeta      | Kastamonu GSK       |

## Fase de grupos

### Grupo A
| Local \ Visitante       | BOR   | BRE   | BUC   | BUD   | ESB   | FER   | POD   | ROS   |
| ----------------------- | ----- | ----- | ----- | ----- | ----- | ----- | ----- | ----- |
| Borussia Dortmund       | —     | 30–27 | 22–25 | 30–34 | 29–32 | 25–25 | 38–14 | 25–31 |
| Brest Bretagne Handball | 31–25 | —     | 24–21 | 25–21 | 26–23 | 30–25 | 35–22 | 18–29 |
| CSM București           | 33–29 | 29–30 | —     | 30–22 | 28–29 | 27–21 | 29–21 | 27–30 |
| ŽRK Buducnost           | 29–34 | 30–28 | 20–28 | —     | 25–36 | 26–30 | 27–21 | 19–25 |
| Team Esbjerg            | 34–24 | 28–28 | 22–21 | 35–20 | —     | 33–27 | 30–17 | 25–18 |
| Ferencvárosi TC         | 23–21 | 28–27 | 31–30 | 26–22 | 31–31 | —     | 33–27 | 25–25 |
| RK Podravka Vegeta      | 24–32 | 28–39 | 31–36 | 29–22 | 26–27 | 29–33 | —     | 22–23 |
| Rostov-Don              | 37–27 | 26–24 | 10–0  | 30–20 | 25–27 | 19–20 | 34–23 | —     |

| Pos | Equipo                  | PJ | PG | PE | PP | GF  | GC  | Dif  | Pts | Calificación              |
| --- | ----------------------- | -- | -- | -- | -- | --- | --- | ---- | --- | ------------------------- |
| 1.º | Team Esbjerg            | 14 | 10 | 3  | 1  | 412 | 346 | +66  | 23  | Avanza a cuartos de final |
| 2.º | Rostov-Don              | 14 | 10 | 1  | 3  | 362 | 302 | +60  | 21  | Avanza a cuartos de final |
| 3.º | Ferencvárosi TC         | 14 | 8  | 3  | 3  | 378 | 372 | +6   | 19  | Avanza a octavos de final |
| 4.º | Brest Bretagne Handball | 14 | 8  | 1  | 5  | 392 | 365 | +27  | 17  | Avanza a octavos de final |
| 5.º | CSM București           | 14 | 7  | 1  | 6  | 365 | 342 | +23  | 15  | Avanza a octavos de final |
| 6.º | Borussia Dortmund       | 14 | 4  | 1  | 9  | 391 | 399 | -8   | 9   | Avanza a octavos de final |
| 7.º | ŽRK Buducnost           | 14 | 3  | 0  | 11 | 337 | 407 | -70  | 6   | Eliminado                 |
| 8.º | RK Podravka Vegeta      | 14 | 1  | 0  | 13 | 334 | 438 | -104 | 2   | Eliminado                 |

### Grupo B
| Local \ Visitante   | CSK   | GYO   | KAS   | KRI   | MET   | ODE   | SAV   | VIP   |
| ------------------- | ----- | ----- | ----- | ----- | ----- | ----- | ----- | ----- |
| HBC CSKA Moscú      | —     | 23–27 | 34–27 | 21–21 | 27–26 | 21–28 | 29–28 | 28–32 |
| Győri ETO KC        | 32–22 | —     | 37–20 | 40–27 | 39–30 | 27–26 | 41–19 | 35–29 |
| Kastamonu GSK       | 29–31 | 22–38 | —     | 23–24 | 20–30 | 25–31 | 26–29 | 24–35 |
| RK Krim             | 24–21 | 26–31 | 36–28 | —     | 28–29 | 19–24 | 32–18 | 26–27 |
| Metz Handball       | 24–32 | 29–33 | 33–25 | 27–27 | —     | 38–31 | 35–21 | 23–18 |
| Odense Håndbold     | 27–27 | 26–31 | 37–29 | 26–24 | 21–27 | —     | 37–24 | 27–32 |
| IK Sävehof          | 23–32 | 25–31 | 28–26 | 29–28 | 28–31 | 31–37 | —     | 23–42 |
| Vipers Kristiansand | 24–27 | 30–29 | 39–25 | 37–20 | 25–31 | 31–27 | 34–25 | —     |

| Pos | Equipo              | PJ | PG | PE | PP | GF  | GC  | Dif  | Pts | Calificación              |
| --- | ------------------- | -- | -- | -- | -- | --- | --- | ---- | --- | ------------------------- |
| 1.º | Győri ETO KC        | 14 | 13 | 0  | 1  | 471 | 354 | +117 | 26  | Avanza a cuartos de final |
| 2.º | Vipers Kristiansand | 14 | 10 | 0  | 4  | 435 | 370 | +65  | 20  | Avanza a cuartos de final |
| 3.º | Metz Handball       | 14 | 9  | 1  | 4  | 413 | 375 | +38  | 19  | Avanza a octavos de final |
| 4.º | HBC CSKA Moscú      | 14 | 7  | 2  | 5  | 375 | 372 | +3   | 16  | Avanza a octavos de final |
| 5.º | Odense Håndbold     | 14 | 7  | 1  | 6  | 405 | 386 | +19  | 15  | Avanza a octavos de final |
| 6.º | RK Krim             | 14 | 4  | 2  | 8  | 362 | 381 | -19  | 10  | Avanza a octavos de final |
| 7.º | IK Sävehof          | 14 | 3  | 0  | 11 | 351 | 461 | -110 | 6   | Eliminado                 |
| 8.º | Kastamonu GSK       | 14 | 0  | 0  | 14 | 349 | 462 | -113 | 0   | Eliminado                 |

## Fase eliminatoria

### Octavos de final
| Equipo 1          | Agr.  | Equipo 2                | Ida   | Vuelta |
| ----------------- | ----- | ----------------------- | ----- | ------ |
| RK Krim           | 55-52 | Ferencvárosi TC         | 33-26 | 22-26  |
| Borussia Dortmund | 41-62 | Metz Handball           | 22-30 | 19-32  |
| Odense Håndbold   | 51-53 | Brest Bretagne Handball | 25-24 | 26-29  |
| CSM București     | 20-0  | HBC CSKA Moscú          | 10-0  | 10-0   |

### Cuartos de final
| Equipo 1                | Agr.  | Equipo 2            | Ida   | Vuelta |
| ----------------------- | ----- | ------------------- | ----- | ------ |
| CSM București           | 52-53 | Team Esbjerg        | 25-26 | 27-27  |
| Brest Bretagne Handball | 44-56 | Győri ETO KC        | 21-21 | 23-25  |
| Metz Handball           | 20-0  | Rostov-Don          | 10-0  | 10-0   |
| RK Krim                 | 49-65 | Vipers Kristiansand | 25-32 | 24-33  |

## Final Four
|  | Semifinales         | Semifinales         |              |    | Final | Final |
|  |                     |                     |              |    |       |       |
|  | 4 de junio          |                     |              |    |       |       |
|  |                     |                     |              |    |       |       |
|  | Győri ETO KC        | 32                  |              |    |       |       |
|  | Győri ETO KC        | 32                  | 5 de junio   |    |       |       |
|  | Team Esbjerg        | 27                  |              |    |       |       |
|  | Team Esbjerg        | 27                  | Győri ETO KC | 31 |       |       |
|  | 4 de junio          |                     | Győri ETO KC | 31 |       |       |
|  |                     | Vipers Kristiansand | 33           |    |       |       |
|  | Metz Handball       | Vipers Kristiansand | 33           | 27 |       |       |
|  | Metz Handball       |                     |              | 27 |       |       |
|  | Vipers Kristiansand | 33                  |              |    |       |       |
|  | Vipers Kristiansand | 33                  | 3º Puesto    |    |       |       |
|  |                     |                     |              |    |       |       |
|  | 5 de junio          |                     |              |    |       |       |
|  |                     |                     |              |    |       |       |
|  | Team Esbjerg        | 26                  |              |    |       |       |
|  | Team Esbjerg        | 26                  |              |    |       |       |
|  | Metz Handball       | 32                  |              |    |       |       |

| Liga de Campeones de la EHF femenina 2021-22 |
| -------------------------------------------- |
|                                              |
| Vipers Kristiansand 2.o Título               |